# イヌトウバナ
イヌトウバナ（犬塔花、学名：Clinopodium micranthum）は、シソ科トウバナ属の多年草。

## 特徴
茎の下部は這って、斜めに立ち上がりまたは直立し、高さは20-50cmになり、下向きの曲がった毛があり、ふつう上部で枝分かれする。葉は対生し、長さ5-20mmの葉柄がある。葉身は卵形から狭卵形で、長さ2-3cm、幅1-2.5cm、葉先は鋭頭または鈍頭、基部はくさび形または広いくさび形になり、縁には鋸歯がある。葉の両面にまばらに毛が生え、裏面には明らかな腺点がある。
花期は8-10月。枝先や上部の葉腋にやや短い花穂をつける。花はやや接して数段、まばらに輪生し、花穂の軸には密に毛が生える。仮輪の下につく小苞葉は線形で、小花柄より短く、開出する毛がある。萼は筒状2唇形で、長さ4-5mmになり、開出する長い軟毛が密に生え、腺毛が混生する。萼の上唇は3裂して裂片は鈍頭から鋭頭、下唇は2裂して裂片は尾状鋭尖頭になり、縁に開出毛が散生する。花冠は白色でわずかに淡紫色を帯び、長さ5-6mm、上唇は浅く2裂し、下唇は3裂する。雄蕊は4個のうち下側の2個は少し長い。果実は4個の分果で、長さは約0.6mmになる。
ミヤマトウバナに似るが、本種は、萼に開出する長い軟毛が生え、葉裏に明らかな腺点が多いことが相違点である。

## 分布と生育環境
日本では、北海道、本州、四国、九州に分布し、山地の林内や道ばたなどに生育する。国外では、済州島に分布する。

## 名前の由来
和名イヌトウバナは、「犬塔花」の意。種小名 micranthum は、「小さい花の」の意味。
同属のミヤマクルマバナの種小名 macranthum は、「大花の」の意味で、イヌトウバナの花冠の長さは5-6mmであるのに対し、ミヤマクルマバナの花冠の長さは3-4倍あり、15-20mmと大きい。

## ギャラリー
- 萼に開出する長い軟毛が生える。
- 葉裏に明らかな腺点が多い。

## 下位分類
- ミヤマトウバナ Clinopodium micranthum (Regel) H.Hara var. sachalinense (F.Schmidt) T.Yamaz. et Murata[7]
- シロバナイヌトウバナ Clinopodium micranthum (Regel) H.Hara f. albiflorum (Honda) Honda[8]
- アラゲトウバナ Clinopodium micranthum (Regel) H.Hara var. fauriei (H.Lév. et Vaniot) H.Hara[9]